# Eva Andersson (modell)
Eva Birgitta Andersson-Dubin, född 1961 i Uddevalla, Göteborgs och Bohus län, är en tidigare modell och programledare. Hon utsågs till Fröken Sverige 1980 och hamnade på femte plats i den efterföljande Miss Universum-tävlingen. Hon var programledare för svenska Melodifestivalen 1985. Senare har hon utbildat sig till läkare och bor med sin make Glenn Dubin och tre barn i New York, New York.
Andersson är före detta flickvän till finansmannen Jeffrey Epstein, som häktades i juli 2019 i New York misstänkt för människohandel, och som avled i augusti samma år.